# Fluchttürterminal
Ein Fluchttürterminal ist eine Steuereinheit zur Absicherung eines Notausgangs oder Fluchtwegs. Ein solcher Terminal gibt eine Rückmeldung bei Betätigung eines Notschalters oder Schlüssels an eine Meldezentrale. Die angeschlossene Fluchttür wird dabei freigegeben und kann geöffnet werden.
Solche Systeme kann man oftmals in öffentlichen Gebäuden vorfinden, die eine Absicherung einer Tür nach außen benötigen, damit nicht unkontrolliert Personen durch den Notausgang gehen können.